# Timothée de Fombelle

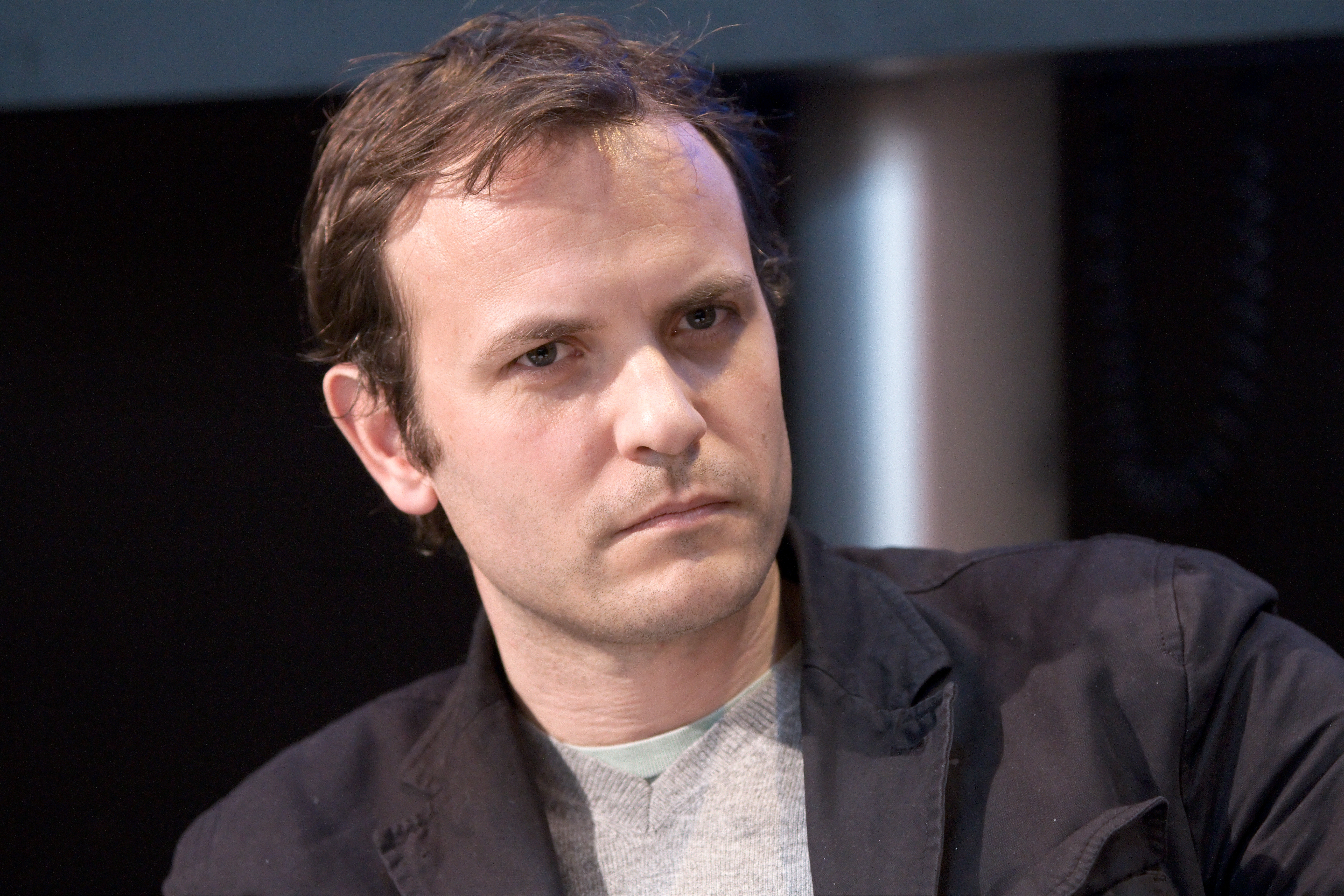
Timothée de Fombelle

Timothée de Fombelle (17 april 1973) is een Franse schrijver en dramaturg. In het Nederlandstalige gebied is hij onder meer bekend als de auteur van de jeugdboeken rond Tobie Lolness. 

## Levensloop
In 1990 sticht Timothée de Fombelle als zeventienjarige een theatergezelschap Troupe des Bords de Scène waarvoor hij theaterteksten schrijft en de regie voert. 
In 2006 debuteert hij met een jeugdroman Tobie Lolness - La vie suspendue, vertaald als Tobie Lolness - Op de vlucht. Hij ontvangt voor dit boek een reeks Franse en internationale prijzen. In het Nederlandse taalgebied wint hij met deze eerste jeugdroman in 2008 de Zilveren Griffel. 
Het verhaal van Tobie Lolness speelt zich af in een miniwereld: een grote eik, de personages zijn slechts anderhalve millimeter groot. In het boek zit een ecologische boodschap, maar het accent ligt vooral op het avontuur en de gevoelens van de personages. 
Het vervolg op het eerste deel van de avonturen van Tobie Lolness, De ogen van Elisha, is gepubliceerd in 2008. 
In 2010 verschijnt in Frankrijk het eerste deel van een nieuwe serie over de jongen Vango. In Nederland verschijnt het in 2011 onder de titel Vango. Tussen hemel en aarde. Het boek speelt zich af in de jaren voor de Tweede Wereldoorlog en beschrijft de avonturen van een jongen die wordt verdacht van moord en voortdurend op de vlucht is. Zijn tocht voert hem over de hele wereld, van Brazilië naar Schotland en hij reist onder meer met een zeppelin.

## Bekroningen
- 2008 : Tobie Lolness - Op de vlucht - Zilveren Griffel

- Bibsys: 11068131
- Biblioteca Nacional de España: XX4686865
- Bibliothèque nationale de France: cb14656424b (data)
- Digitale Bibliotheek voor de Nederlandse Letteren: fomb001
- Gemeinsame Normdatei: 133936961
- International Standard Name Identifier: 0000 0001 0858 1450
- Library of Congress Control Number: n2009028248
- Nationale Bibliotheek van Letland: 000153947
- Bibliotheek van het Japanse parlement: 01133171
- Nationale Bibliotheek van Tsjechië: mzk2007417274
- Nationale Bibliotheek van Israël: 987007301818705171
- Nationale Bibliotheek van Polen: a0000002214272
- Nederlandse Thesaurus van Auteursnamen: 305066323
- Système universitaire de documentation: 120124653
- Trove: 1538243
- Virtual International Authority File: 64268138
- WorldCat: E39PBJyGTByyhHPgfQKCYHH9jC